# Stock sport ai Giochi olimpici

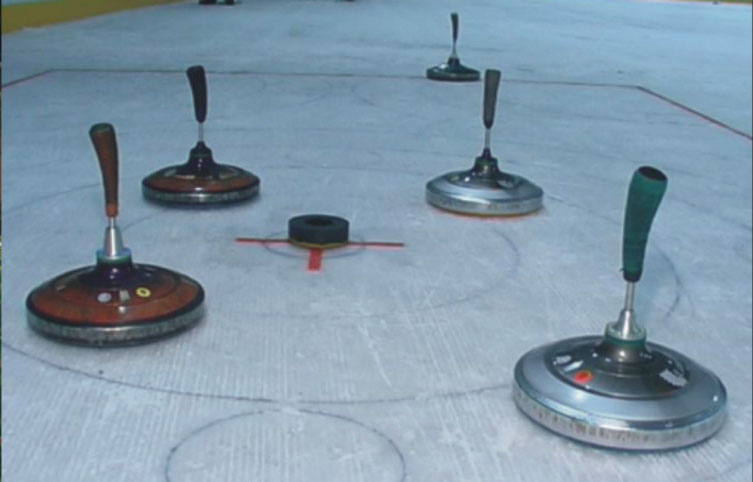

La disciplina dello stock sport è apparsa per due volte ai Giochi olimpici invernali, entrambe come disciplina dimostrativa: 1936 e 1964. Sport di origine bavarese e diffuso principalmente nell'area di lingua tedesca lungo l'arco alpino, è stato dunque presentato in due edizioni dei giochi svolte nell'area di maggiore diffusione: Garmisch-Partenkirchen e Innsbruck.